# Brasão de armas da República Dominicana
O brasão de armas da República Dominicana detém as cores da bandeira, apoiado por um ramo de Loureiro (à esquerda) e de palma (à direita); acima do escudo, uma fita azul mostra o lema nacional: Dios, Patria, Libertad (em português: Deus, Pátria, Liberdade). Abaixo do escudo, as palavras República Dominicana aparecem numa fita vermelha. No centro do escudo, ladeado por três lanças de cada lado (duas delas expondo a bandeira da República Dominicana de cada lado), e uma Bíblia Católica com uma pequena cruz dourada por cima. O artigo 32 da constituição determina que a Bíblia esta aberta ao livro do Novo Testamento, João 8:32, onde se lê "conocerán la verdad, y la verdad los hará libres", tradução literal: "e conhecereis a verdade ea verdade vos libertará".
O brasão aparece no centro da bandeira da República Dominicana e está presente em todos os documentos oficiais emitidos pelo estado. Também está na parte frontal as agencias públicas, tribunais, escritórios judiciais, fortalezas, destacamentos e outras unidades das Forças Armadas e da Policia Nacional. Também está presente em vários monumentos.